# Sublettea wilesi
Sublettea wilesi är en tvåvingeart som beskrevs av Ashe och O'connor 1995. Sublettea wilesi ingår i släktet Sublettea och familjen fjädermyggor. Inga underarter finns listade i Catalogue of Life.